# Marlene Ahrens
Marlene Ahrens Ostertag (Concepción, 27 luglio 1933 – 17 giugno 2020) è stata una giavellottista cilena.

## Biografia
Ai Giochi olimpici di Melbourne 1956 conquistò la medaglia d'argento con un lancio di 50,38 m, suo record personale. Partecipò anche all'edizione dei Giochi di Roma 1960 dove fu portabandiera per il suo paese alla cerimonia di apertura; in gara giunse dodicesima.
Fu inoltre vincitrice per due volte ai Giochi panamericani: nel 1959 e nel 1963.

## Palmarès
| Anno | Manifestazione      | Sede      | Evento                 | Risultato | Prestazione | Note                          |
| ---- | ------------------- | --------- | ---------------------- | --------- | ----------- | ----------------------------- |
| 1956 | Giochi olimpici     | Melbourne | Lancio del giavellotto | Argento   | 50,38 m     | Miglior prestazione personale |
| 1959 | Giochi panamericani | Chicago   | Lancio del giavellotto | Oro       | 45,38 m     |                               |
| 1963 | Giochi panamericani | San Paolo | Lancio del giavellotto | Oro       | 49,93 m     |                               |